# Saduria megalura
Saduria megalura là một loài chân đều trong họ Chaetiliidae. Loài này được Sars miêu tả khoa học năm 1879.